# Baron Hill

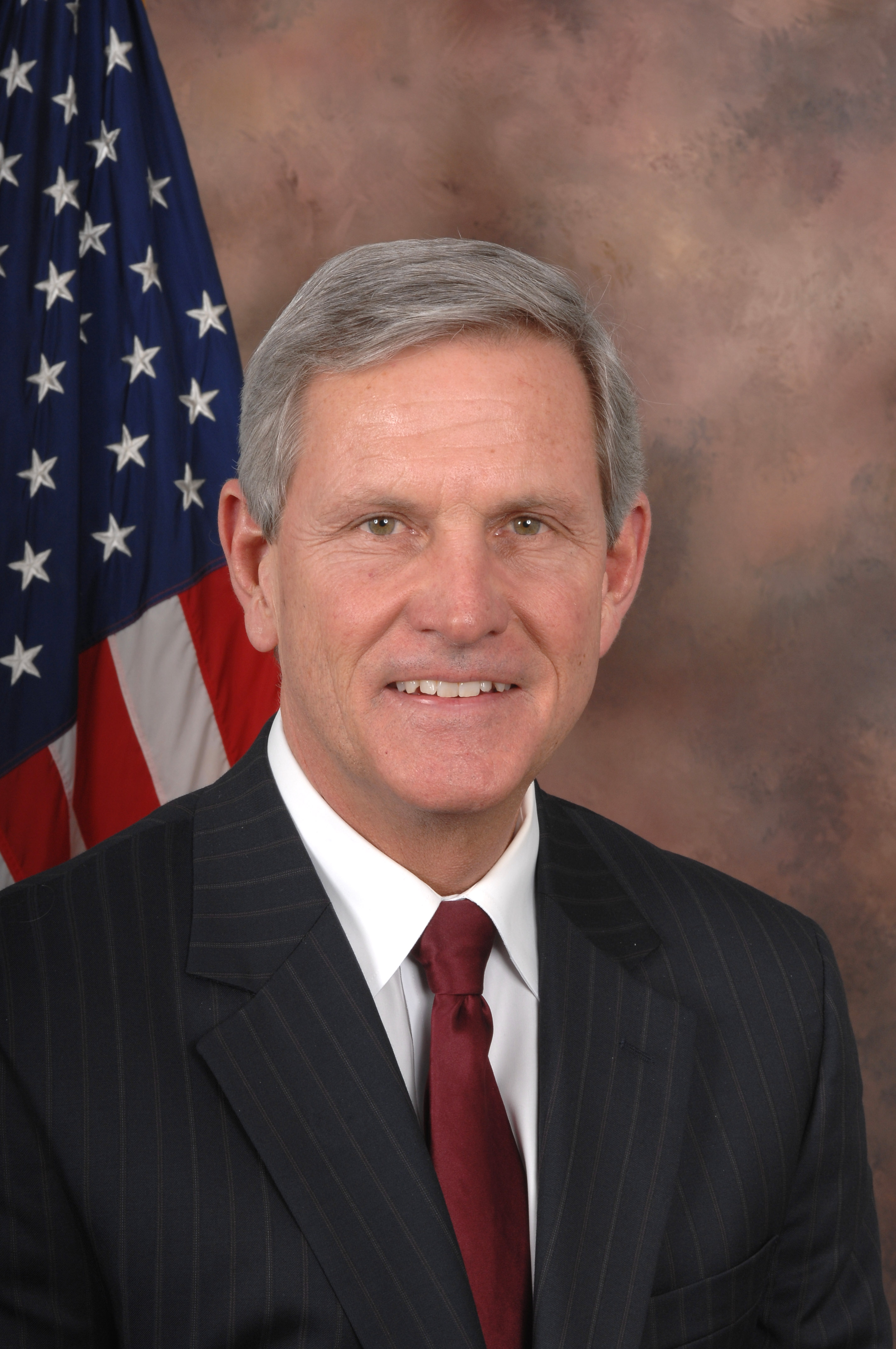
Baron Hill

Baron Paul Hill, född 23 juni 1953 i Seymour, Indiana, är en amerikansk demokratisk politiker. Han har representerat delstaten Indianas nionde distrikt i USA:s representanthus 1999–2005 och 2007–2011.
Hill gick i skola i Seymour High School i Seymour. Han utexaminerades 1975 från Furman University i Greenville, South Carolina.
Hill kandiderade till USA:s senat i fyllnadsvalet 1990 men förlorade mot ämbetsinnehavaren Dan Coats.
Hill besegrade republikanen Jean Leising i kongressvalet 1998 med 51% av rösterna mot 48% för Leising. Han omvaldes två år senare med 54% av rösterna. I kongressvalet 2002 besegrade han Mike Sodrel med 51% av rösterna mot 46% för Sodrel.
Mike Sodrel utmanade Hill på nytt i kongressvalet 2004 och vann ytterst knappt. Demokraterna nominerade Hill igen i kongressvalet 2006 och han besegrade Sodrel med 50% av rösterna mot 46% för Sodrel. I kongressvalet 2008 hette motståndaren än en gång Sodrel men resultatet var äntligen en klar seger för Hill med 58% av rösterna mot 38% för Sodrel.